# Cusick
Cusick – miasto w Stanach Zjednoczonych, w stanie Waszyngton, w hrabstwie Pend Oreille.